# ملتقى دمعي
الملتقى الدمعي أو الدميعى أو النقطة الدمعية (بالإنجليزية: Dacryon)‏ هي نقطة اتصال الفك العلوي، والعظم الدمعي، والعظم الجبهي.